# Liste der Stolpersteine in der Île-de-France

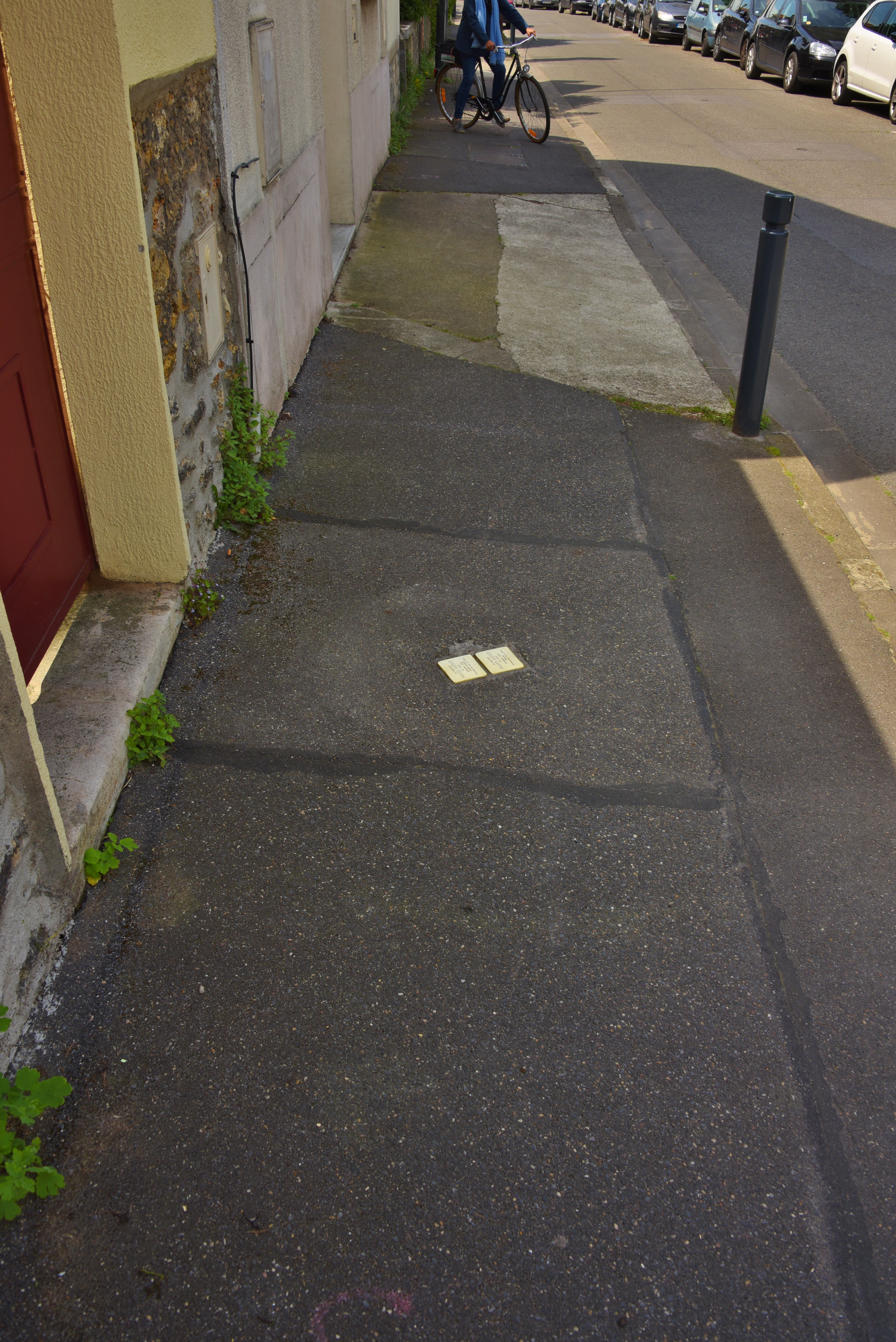
Stolpersteine in Fontenay-sous-Bois

Die Liste der Stolpersteine in der Île-de-France enthält die Stolpersteine in der französischen Region Île-de-France. Sie erinnern an das Schicksal der Menschen, die während der deutschen Besetzung Frankreichs im Zweiten Weltkrieg ermordet, deportiert, vertrieben oder in den Suizid getrieben wurden. Die Stolpersteine wurden von Gunter Demnig verlegt. Sie liegen im Regelfall vor dem letzten selbst gewählten Wohnsitz des Opfers. Die Stolpersteine werden im französischen Sprachbereich zumeist pavés de mémoire genannt, die wörtliche Übersetzung wäre „pierres sur lesquelles on trébuche“.
Die ersten Verlegungen in dieser Region fanden am 29. April 2019 in Fontenay-sous-Bois statt.

## Verlegte Stolpersteine

### Charenton-le-Pont
In Charenton-le-Pont wurde ein Stolperstein verlegt.
| Stolperstein | Übersetzung | Verlegeort                                 | Name, Leben                                    |
| ------------ | --- | ------------------------------------------ | ---------------------------------------------- |
|              | IN CHARENTON-LE-PONT WOHNTE SARAH LEA DOLINE GEB. APTEKAR 1887 VERHAFTET 16.7.1942 INTERNIERT DRANCY DEPORTIERT 7.3.1944 AUSCHWITZ ERMORDET 3.8.1942 | 2, Place Aristide Briand Charenton-le-Pont | Sarah Lea Doline, geborene Aptekar (1887–1942) |

### Chatou
In Chatou wurde ein Stolperstein verlegt.
| Stolperstein | Übersetzung | Verlegeort                | Name, Leben                                |
| ------------ | --- | ------------------------- | ------------------------------------------ |
|              | IN CHATOU LEBTE HELENE METZGER GEB. BRÜHL 1889 VERHAFTET 8.2.1944 INTERNIERT DRANCY DEPORTIERT 7.3.1944 AUSCHWITZ ERMORDET 12.3.1944 | 12, Rue des Écoles Chatou | Hélène Metzger, geborene Brühl (1889–1944) |

### Fontenay-sous-Bois
Fontenay-sous-Bois ist ein im Osten von Paris gelegener Vorort im Département Val-de-Marne. Bei der Volkszählung des Jahres 1936 hatte die Stadt 31.546 Einwohner. Während der deutschen Besatzung und des Zweiten Weltkrieges waren 276 Opfer zu verzeichnen, davon 30 während der Befreiungskämpfe von 23. bis 25. August 1944. Mitglieder der Résistance und deutsche Truppen der Feldgendarmerie lieferten sich heftige Gefechte. Die letzte sinnlose Tat der deutschen Truppen vor ihrem Abzug aus Fontenay-sous-Bois war, den Güterbahnhof mit einem Bombenteppich zu zerstören. Zwischen 1942 und 1944 wurden 79 Juden aus Fontenay-sous-Bois verhaftet, interniert und deportiert. Sie wurden alle in Auschwitz, Sobibor oder Majdanek ermordet mit Ausnahme des 1914 in Fontenay geborenen Lehrers Raymond Lévy, der Auschwitz überlebte. Er kehrte nach der Befreiung des Konzentrationslagers durch sowjetische Truppen und nach dem Untergang des NS-Regimes nach Fontenay-sous-Bois zurück und lebte hier bis zu seinem Tod. 81 Mitglieder der Résistance wurden vom NS-Regime verhaftet, deportiert und zur Zwangsarbeit verurteilt. Mehr als 63 % starben in den Konzentrationslagern, zumeist als NN deklariert, laut Nacht-und-Nebel-Erlass: „Rückkehr unerwünscht“. 30 Widerstandskämpfer konnten die Konzentrationslager überleben und kehrten zurück. Sie gründeten die Fédération nationale des déportés et internés résistants et patriotes (FNDIRP) und kämpfen seither gegen Rassismus, Antisemitismus und Faschismus.
| Stolperstein | Übersetzung | Verlegeort                          | Name, Leben |
| ------------ | --- | ----------------------------------- | --- |
|              | HIER WOHNTE JACQUES GAUCHER GEBOREN 1920 DEPORTIERT 1942 TORGAU ERMORDET 16.4.1945                                  | 27, Rue Marcel et Jacques Gaucher · | Jacques Raymond Marcel Gaucher wurde am 16. August 1920 in Joinville-le-Pont geboren. Seine Eltern waren Marcel Gaucher und dessen Frau Raymonde Mathilde Rigaud. Jacques Gaucher und sein Vater waren Polizisten und in der Résistance aktiv. Wahrscheinlich war er Teil des Hector-Netzwerkes von Alfred Heurteaux. Am 9. Oktober 1941 wurden er und sein Vater verhaftet, an diesem Tag wurde mit der Operation Porto dieses vom deutschen Geheimdienst infiltrierte Netzwerk zerstört. Am 15. Dezember 1941 wurde er vom Pariser Gare de l’Est zur Zwangsarbeit nach Deutschland deportiert. Gaucher war in Hagen, Köln und Sonnenburg interniert. Er war als NN eingestuft, zum Verschwinden verurteilt laut dem Nacht-und-Nebel-Erlass. Er wurde in das Konzentrationslager Sachsenhausen überstellt, wo er die Häftlingsnummer 117326 erhielt, schließlich in das KZ Buchenwald und zuletzt in das KZ Langenstein-Zwieberge, in dem mehr als 7000 KZ-Häftlinge aus 23 Ländern körperlich schwerster Zwangsarbeit verrichten mussten. Jacques Gaucher wurde am 16. April 1945 in Torgau ermordet. Er wurde posthum im April 1946 mit der Médaille de la Résistance ausgezeichnet. Sein Vater wurde bereits im Dezember 1944 im KZ Groß-Rosen ermordet. In Fontenay erinnert eine Gedenktafel an Jacques Gaucher, des Weiteren wurde Vater und Sohn die Rue Marcel et Jacques Gaucher gewidmet. |
|              | HIER WOHNTE MARCEL GAUCHER GEBOREN 1894 DEPORTIERT 1942 GROSS-ROSEN ERMORDET 24.12.1944                             | 27, Rue Marcel et Jacques Gaucher · | Marcel Louis Gaucher wurde am 29. September 1894 in Paris geboren. Seine Eltern waren Juliette Mathiot und Louis François Gaucher. Er studierte Rechtswissenschaften. Ab 1916 kämpft er im Ersten Weltkrieg im 153. Infanterieregiment. Nachdem er 1919 aus dem Heeresdienst beurlaubt wurde, zog er nach Joinville-le-Pont. Dort heiratete er im September 1919 Raymonde Mathilde Rigaud. Er arbeitete als Vorarbeiter in der Glasschneiderei seines Schwiegervaters. 1920 wurde sein Sohn Jacques geboren. Gaucher war sehr an Musik interessiert, er war bis 1925 Archivar der Société symphonique de Joinville. 1925 wurde er Redakteur im Pariser Polizeipräsidium. Er war Vorsitzender einer Musikgesellschaft, die er 1935 mit einer Kunstmesse zu einem Kunstverein zusammenschloss. Gaucher malte selbst, und stellte bei Präfekturmessen dreimal seine Landschaftsgemälde aus. Marcel Gaucher zog mit seiner Familie nach Fontenay-sous-Boi in die Rue Squéville, dann in die Rue Castel. 1929 erhielt er die médaille de la mutualité in Bronze. 1932 gewann er einen Preis der Zeitung L’Œuvre bei einem großen Wettbewerb zum Thema Politik. Er erhielt 1931 und 1937 den Ordre des Palmes Académiques. Im Jahr 1940 wurde er demobilisiert und speziell der Polizeipräfektur zugewiesen. Nachdem das Amtsblatt eine Liste der Würdenträger der Freimaurer veröffentlicht hatte, in der auch Gaucher genannt worden war, wurde er am 26. September 1941 aus dem Polizeidienst entlassen. Dort war er zum Schluss stellvertretender Büroleiter und verantwortlich für Personal, Budget und Ausrüstung. Seit 1940 war Gaucher im Widerstand aktiv, gründete in der Präfektur eine Untergrundgruppe, er kümmerte sich um die Organisation falscher Papiere und um Waffendepots. Am 1. Oktober wurde er P1-Agent im Hector-Netzwerk von Alfred Heurteaux. Dieses Netzwerk war mit dem Nachrichtendienst der französischen Luftwaffe verbunden. Am 9. Oktober 1941 wurde er P2-Agent der 3. Klasse. Am selben Tag wurde er verhaftet, das Netzwerk war infiltriert worden und wurde mit der Operation Porto genannten Aktion zerschlagen. Er wurde gemeinsam mit seinem Sohn am 15. Dezember 1941 vom Pariser Gare de l’Est zur Zwangsarbeit nach Deutschland deportiert. Er war in Hagen, Köln, Wittlich, Wolfenbüttel und Hamburg interniert. Gaucher war als NN eingestuft, zum Verschwinden verurteilt laut dem Nacht-und-Nebel-Erlass. Marcel Gaucher wurde in das KZ Groß-Rosen überstellt und dort am 24. Dezember 1944 ermordet. Er wurde postum im April 1946 mit der Médaille de la Résistance ausgezeichnet, 1947 wurde er zum Ritter der Ehrenlegion ernannt, am 21. Juli 1947 wurde er vom damaligen Innenminister Édouard Depreux mit dem Titel Citation à l’ordre de la Nation geehrt. Sein Sohn wurde in den letzten Tagen des NS-Regimes in Torgau ermordet. In Fontenay erinnert eine Gedenktafel an Marcel Gaucher, eine Bushaltestelle trägt den Namen Mallier-Gaucher, des Weiteren wurde Vater und Sohn die Rue Marcel et Jacques Gaucher gewidmet. Von ihm gemalte Bilder befinden sich im Gemeindearchiv der Stadt. |
|              | HIER WOHNTE BAZI KOUPERVASSER GEBOREN 1890 INTERNIERT DRANCY DEPORTIERT 1942 AUSCHWITZ ERMORDET 1.8.1942            | 77, Rue Pasteur ·                   | Bazi Koupervasser, auch Houvervasser, wurde am 1. Januar 1890 in Russland geboren. Koupervasser wurde am 27. Juli 1942 mit dem Konvoi No. 11, Zug D 901-6, vom Sammellager Drancy nach Auschwitz deportiert und dort am 1. August 1942 – unmittelbar nach der Ankunft ermordet. |
|              | HIER WOHNTE IDA LEVINE GEBOREN 1913 INTERNIERT DRANCY DEPORTIERT 1942 AUSCHWITZ ERMORDET 19.9.1942                  | 2, Rue Mallier ·                    | Ida Lévine wurde am 22. Januar 1913 in Paris (12ème) geboren. Sie hatte einen Bruder und eine Schwester. Die Familie lebte zusammen in der Rue Mallier. An der Victor-Duruy-Schule war sie Sportlehrerin. In einem anonymen Brief wurde sie als „Kommunistin, Jüdin, Freimaurerin und Gaullistin“ denunziert. Am 13. Oktober 1941 wurde sie verhaftet. Lévine wurde im Gefängnis La Santé inhaftiert, da aber nichts Belastendes gefunden wurde, wurde sie am 19. November 1941 wieder entlassen. Im Mai 1942 wurde sie erneut verhaftet, am 10. Juni 1942 im Lager Les Tourelles interniert, danach kam sie ins Sammellager Drancy. Am 22. Juni 1942 wurde sie mit dem Konvoi No. 3 von Drancy in das Konzentrationslager Auschwitz-Birkenau deportiert. Ida Lévine wurde am 19. September 1942 ermordet. |
|              | HIER WOHNTE RAYMOND LEVY GEBOREN 1914 INTERNIERT DRANCY DEPORTIERT 1944 AUSCHWITZ ÜBERLEBT                          | 131, Avenue de la République ·      | Raymond Lévy wurde am 11. September 1914 in Fontenay-sous-Bois geboren. Er war Lehrer. Er wurde verhaftet und im Sammellager Drancy interniert. Am 10. Februar 1944 wurde er mit Konvoi No. 68 nach Auschwitz deportiert. Raymond Lévy konnte das NS-Regime überleben und in die Heimat zurückkehren. Er lebte bis zu seinem Tod in seiner Heimatstadt. Er war der einzige Jude aus Fontenay-sous-Bois, der den Holocaust überleben konnte. |
|              | HIER WOHNTE ODETTE STARCK GEBOREN 1925 INTERNIERT DRANCY DEPORTIERT 1943 SOBIBOR ERMORDET 30.3.1943                 | 12, Rue Pauline ·                   | Odette Starck, auch Stark, wurde am 7. Mai 1925 in Paris geboren. Sie hatte einen jüngeren Bruder, Sylvain (geboren 1926). Die Geschwister wurden verhaftet und im Sammellager Drancy interniert. Am 25. März 1943 wurden sie mit dem Konvoi No. 53 von Drancy in das Vernichtungslager Sobibor deportiert. Odette Starck und ihr Bruder wurden unmittelbar nach der Ankunft am 30. März 1943 in einer Gaskammer ermordet. Ihre Mutter Suzanne Starck wurde in Auschwitz ermordet. |
|              | HIER WOHNTE SUZANNE STARCK GEB. KAGAN 1902 INTERNIERT DRANCY DEPORTIERT 1942 AUSCHWITZ ERMORDET 3.8.1942            | 12, Rue Pauline ·                   | Suzanne Starck, auch Stark, geborene Kagan, wurde am 20. Oktober 1902 in Rowno geboren. Sie war Mechanikerin und hatte zwei Kinder, die 1925 geborene Odette und den 1926 geborenen Sylvain. Starck wurde im Rahmen der Rafle du Vélodrome d’Hiver im Juli 1942 verhaftet und im Sammellager Drancy interniert. Am 29. Juli 1942 wurde sie mit dem Konvoi No. 12 in das KZ Auschwitz-Birkenau deportiert. Suzanne Starck wurde unmittelbar nach ihrer Ankunft am 3. August 1942 in einer der Gaskammern ermordet, |
|              | HIER WOHNTE SYLVAIN STARCK GEBOREN 1926 INTERNIERT DRANCY DEPORTIERT 1943 SOBIBOR ERMORDET 30.3.1943                | 12, Rue Pauline ·                   | Sylvain Starck, auch Stark, wurde am 15. Mai 1926 in Paris geboren. Er hatte eine ältere Schwester, Odette (geboren 1925). Die Geschwister wurden verhaftet und im Sammellager Drancy interniert. Am 25. März 1943 wurde er mit dem Konvoi No. 53 von Drancy in das Vernichtungslager Sobibor deportiert. Sylvain Starck und seine Schwester wurden unmittelbar nach der Ankunft am 30. März 1943 in einer Gaskammer ermordet. Seine Mutter Suzanne Starck wurde in Auschwitz ermordet. |
|              | HIER WOHNTE KAZIMIERZ SZAWEJKO GEBOREN 1892 INTERNIERT COMPIEGNE DEPORTIERT 1944 MAUTHAUSEN-GUSEN ERMORDET 4.3.1944 | 49, Rue Epoigny ·                   | Kazimierz Szawejko, Vorname auch Casimir, wurde am 22. Oktober 1892 in Turgeliai (damals Polen, heute Litauen) geboren. Er war Kommunist und Mitglied der Führungstroika der polnischen Arbeitsmigranten in der Pariser Region. Er lebte in Pas-de-Calais, später in Montreuil, schließlich in Fontenay-sous-Bois. Szawejko war aktives Mitglied der Résistance. Er leitete die kommunistischen Aktivitäten in mehreren Städten, unter andren in Lens, Liévin und Avion. Am 14. November 1941 wurde er von der Sûreté nationale verhaftet. Am 27. Mai 1942 wurde vor dem Pariser Berufungsgericht gegen 19 Personen verhandelt, die der kommunistischen Aktivitäten beschuldigt wurden, darunter auch Szawejko, der zu 15 Jahren Zwangsarbeit verurteilt wurde. Er wurde im Konzentrationslager Royallieu bei Compiègne interniert. Am 28. Februar 1944 wurde Kazimierz Szawejko gemeinsam mit weiteren 48 KZ-Häftlingen in einem Personenzug mit Sichtschutzfenstern in das Gestapo-Lager Neue Bremm in Saarbrücken überstellt. Der Zug kam am 29. Februar 1944 dort an. Unter den Deportierten befand sich auch der tschechoslowakische Arbeiterführer Artur London. Von Saarbrücken wurden die Häftlinge aus Frankreich einen Monat später, am 23. März 1944, in das Konzentrationslager Mauthausen deportiert. Alle Häftlinge dieses Transports wurden als NN eingestuft, was für „Nacht und Nebel“ steht, zum Verschwinden verurteilt laut einem geheimen Führererlass. Der Zug erreichte Mauthausen am 26. März 1944. Fünfzehn Häftlinge, darunter Kazimierz Szawejko, registriert mit der Nummer 60760, wurden in das KZ Gusen überstellt, um dort Zwangsarbeit zu verrichten. Kazimierz Szawejko wurde am 4. März 1944 vom NS-Regime ermordet. Im Jahr 2016 wurde sein Name am Monument de la Libération, welches sich am Eingang des Friedhofes von Fontenay-sous-Bois befindet, eingraviert. |

### Malakoff
In Malakoff wurden zwei Stolpersteine verlegt.
| Stolperstein | Übersetzung                                                                                                | Verlegeort    | Name, Leben |
| ------------ | --- | ------------- | --- |
|              | HIER WOHNTE EUGENE AVAULÉE GEBOREN 1906 VERHAFTET 12.1.1941 DEPORTIERT 1944 BUCHENWALD ERMORDET 19.11.1944 | 14, rue Hoche | Eugène Prosper Avaulée wurde am 2. Mai 1906 in Baudreville geboren. Seine Eltern waren ein Tagelöhner und eine Hausfrau. Avaulée wurde Zimmermann und lebte in Paris, bis er 1930 nach Malakoff zog. Er war verheiratet mit Georgette Bourdon, 1930 wurde die gemeinsame Tochter geboren. Als Mitglied der kommunistischen Partei wurde Avaulée 1935 in den Gemeinderat gewählt. Im Jahr 1940 verlor er sein Mandat, da er Kommunist war. Am 12. Januar 1941 wurde er verhaftet und im Gefangenenlager Voves inhaftiert. Ihm gelang mit anderen Gefangenen in der Nacht vom 4. auf den 5. Mai 1944 die Flucht aus dem Lager durch einen Tunnel, doch kehrte er einige Monate später wieder zurück und wurde in das KZ Buchenwald deportiert. Eugène Avaulée wurde dort am 19. November 1944 ermordet. Eine Straße in Malakoff trägt seinen Namen, eine kommunistische Zelle ebenfalls und eine Gedenktafel befindet sich in der rue Hoche. |
|              | HIER WOHNTE LOUIS GIRARD GEBOREN 1904 VERHAFTET 1940 DEPORTIERT 6.7.1942 AUSCHWITZ ERMORDET 18.9.1942      | 14, rue Hoche | Louis Girard wurde am 8. Mai 1904 in Aix-les-Bains (Département Savoie) geboren. Seine Eltern waren der Sommelier Joseph Girard und die Wäscherin Jeanne Guiget. Louis Girard wurde Gärtner, lebte zuerst in Châtillon-sous-Bagneux, dann in Malakoff. Im Jahr 1931 heiratete er Charlotte Carmen Cary (geboren 1903 in Reims). Das Paar bekam zwei Kinder, Paulette und Claude. Girard wurde Sekretär im Confédération générale du travail. Am 6. April 1940 wurde er durch französische Polizisten in seinem Haus verhaftet. Zuerst wurde er, zusammen mit 68 anderen kommunistischen Aktivisten, in Paris in der Caserne des Tourelles inhaftiert, danach wurden sie in das Sanatorium von Aincourt gebracht, das als Gefangenenlager diente. Louis Girard wurde von hier am 2. März 1942 in das Gefangenenlager Voves überstellt. Am 10. Mai 1942 wurde er in das KZ Royallieu transportiert, von wo er am 6. Juli 1942 in das Vernichtungslager Auschwitz deportiert wurde. Zwei Tage später kam der Transport in Auschwitz an, Girard wurde mit der Nummer 45605 registriert. Die erste Nacht kam er mit allen anderen Deportierten des Konvois in den Block 13. Am nächsten Tag erfolgte der Marsch in das KZ Auschwitz-Birkenau, wo er Zwangsarbeit verrichten musste. Louis Girard erkrankte wahrscheinlich an Typhus, er wurde selektiert und am 18. September 1942 in einer Gaskammer ermordet. Eine Straße und eine Schule in Malakoff tragen seinen Namen. Eine Gedenktafel in der rue Hoche erinnert ebenfalls an den als Widerstandskämpfer anerkannten. Seine Witwe lehnte alle Auszeichnungen für ihren Mann ab: „Die Kommunisten haben für die Freiheit des Landes gekämpft, nicht für die Auszeichnungen“. Auf dem Friedhof Père-Lachaise ließ sie eine Gedenktafel für ihn anbringen. |

### Orsay
In Orsay, einer Stadt in der Île-de-France, wurden an vier Adressen neun Stolpersteine verlegt.
| Stolperstein | Übersetzung | Verlegeort                        | Name, Leben                                        |
| ------------ | --- | --------------------------------- | -------------------------------------------------- |
|              | HIER WOHNTE ARON FOGIEL GEBOREN 1897 VERHAFTET 24.10.1942 INTERNIERT IN DRANCY DEPORTIERT AUSCHWITZ ERMORDET 13.11.1942                           | 25, avenue de la Cure d'Air Orsay | Aron Fogiel (1897–1942)                            |
|              | HIER WOHNTE BENJAMIN FOGIEL GEBOREN 1941 VERHAFTET 24.10.1942 INTERNIERT IN DRANCY DEPORTIERT AUSCHWITZ ERMORDET 13.11.1942                       | 25, avenue de la Cure d'Air Orsay | Benjamin Fogiel (1941–1942)                        |
|              | HIER WOHNTE CHANA FRAJDA FOGIEL GEB. TUSZYNER 1906 VERHAFTET 24.10.1942 INTERNIERT IN DRANCY DEPORTIERT AUSCHWITZ ERMORDET 13.11.1942             | 25, avenue de la Cure d'Air Orsay | Chana Frajda Fogiel, geborene Tuszyner (1906–1942) |
|              | HIER WOHNTE MARGUERITE FOGIEL GEBOREN 1934 VERHAFTET 24.10.1942 INTERNIERT IN DRANCY DEPORTIERT AUSCHWITZ ERMORDET 13.11.1942                     | 25, avenue de la Cure d'Air Orsay | Marguerite Fogiel (1934–1942)                      |
|              | HIER WOHNTE ABRAHAM HINERMAN GEBOREN 1893 VERHAFTET 26.10.1942 INTERNIERT IN DRANCY DEPORTIERT AUSCHWITZ ERMORDET 11.11.1942                      | 18, boulevard de Mondétour Orsay  | Abraham Hinerman (1893–1942)                       |
|              | HIER WOHNTE SABINE HINERMAN GEB. SZTULMAN 1893 VERHAFTET 26.10.1942 INTERNIERT IN DRANCY DEPORTIERT AUSCHWITZ ERMORDET 11.11.1942                 | 18, boulevard de Mondétour Orsay  | Sabine Hinerman geb. Sztulman (1893–1942)          |
|              | HIER WOHNTE GITLA KUPERBERG GEBOREN 1895 VERHAFTET 26.10.1942 INTERNIERT IN DRANCY DEPORTIERT 1942 AUSCHWITZ ERMORDET                             | 50, rue de Montlhéry Orsay        | Gitla Kuperberg (1895–1942/45)                     |
|              | HIER WOHNTE LAZARE PARZENCZEWSKI GEBOREN 1889 VERHAFTET 26.10.1942 INTERNIERT IN DRANCY DEPORTIERT 1942 AUSCHWITZ, BUCHENWALD SCHICKSAL UNBEKANNT | 15bis rue Archangé Orsay          | Lazare Parzenczewski (1889–1942/45)                |
|              | HIER WOHNTE SARAH PARZENCZEWSKI GEBOREN 1888 VERHAFTET 26.10.1942 INTERNIERT IN DRANCY DEPORTIERT 1942 AUSCHWITZ ERMORDET 11.11.1942              | 15bis rue Archangé Orsay          | Sarah Parzenczewski (1888–1942)                    |

### Palaiseau
In Palaiseau wurden zwei Stolpersteine an zwei Anschriften verlegt.
| Stolperstein | Übersetzung | Verlegeort           | Name, Leben |
| ------------ | --- | -------------------- | --- |
|              | HIER WOHNTE LEOPOLD SILBERMANN GEB. 1879 VERHAFTET 26.10.1942 INTERNIERT IN DRANCY DEPORTIERT AUSCHWITZ ERMORDET 11.11.1942 | 10, rue des Pêcheurs | Leopold Silbermann wurde am 19. April 1879 in Hernais geboren. Er war polnisch-jüdischer Abstammung. Er lernte Geige, wurde Komponist und Musiklehrer. Er wurde am 26. Oktober 1942 verhaftet, im Lager Drancy interniert und am 9. November 1942 mit dem Convoi n°44 in das KZ Auschwitz-Birkenau deportiert. Dort wurde er im Zuge der Shoah unmittelbar nach seiner Ankunft am 11. November 1942 in einer Gaskammer ermordet.        |
|              | HIER WOHNTE MOSZEK WISNIA GEB. 1885 VERHAFTET 26.10.1942 INTERNIERT IN DRANCY DEPORTIERT AUSCHWITZ ERMORDET 11.11.1942      | 148, rue de Paris    | Moszek Wisnia, in Frankreich Jean, wurde am 13. Januar 1885 in Polen geboren. Er war jüdischer Abstammung und arbeitete als Schuster in Palaiseau. Er wurde am 26. Oktober 1942 verhaftet, im Lager Drancy interniert und am 9. November 1942 mit dem Convoi n°44 in das KZ Auschwitz-Birkenau deportiert. Dort wurde Moszek Wisnia im Zuge der Shoah unmittelbar nach seiner Ankunft am 11. November 1942 in einer Gaskammer ermordet. |

### Paris
Paris ist – neben München – die einzige Metropole Europas, in der die Verlegung von Stolpersteinen behördlich untersagt wurde. Paris hat sich diesem Beispiel angeschlossen und am 20. Mai 2022 den ersten Stolperstein auf privatem Grund verlegt.

### Saint-Mandé
In Saint-Mandé wurde ein Stolperstein verlegt.
| Stolperstein | Übersetzung | Verlegeort             | Name, Leben |
| ------------ | --- | ---------------------- | --- |
|              | HIER WOHNTE SALOMON JUPTZER GENANNT SENIA GEBOREN 1913 VERHAFTET 9.5.1944 INTERNIERT TOULOUSE DRANCY DEPORTIERT KAUNAS REVAL ERMORDET 20.5.1944 | 11, allée des Platanes | Salomon Juptzer, genannt Senia, wurde am 27. September 1913 in Odessa geboren. Seine Eltern waren der Ingenieur Abraham Juptzer und die Hebamme Thérèse Aptickar. Er hatte eine Schwester, Yvette. Die Familie war jüdisch und wanderte 1922 nach Paris aus. Hier arbeitete Juptzers Vater zuerst als Mechaniker bei Renault und wurde dann Betriebswirt. Seine Mutter war als Krankenschwester tätig. Salomon Juptzer machte sein Abitur und dann eine Ausbildung zum Stomatologen. Im Jahr 1938 wurde er eingebürgert und begann in einer Zahnarztpraxis in Paris, die er später übernehmen wollte, zu arbeiten. Juptzer musste im Zweiten Weltkrieg dienen, am 15. Juni 1940 wurde er in Verdun von den Deutschen gefangen genommen und im Stalag I A in Stablack inhaftiert, dann ab dem 28. März 1941 im Stalag XI A in Altengrabow. Er wurde zur Zwangsarbeit eingesetzt, auf Grund seiner Mehrsprachigkeit aber auch als Dolmetscher. Im Lager wurde er Mitglied des Charette Netzwerkes, welches von Michel Cailliau, Neffe von Charles de Gaulle, aufgebaut wurde. Im März 1943 gelang Juptzer die Flucht aus dem Lager, in dem er sich mit Hilfe eines Kameraden krankmeldete und mit einem medizinischen Konvoi nach Paris gelangte. Dort erfuhr er, dass die Wohnung seiner Eltern beschlagnahmt worden war. Während seines Aufenthaltes im Lager hatte er erfahren, dass seine Familie inzwischen in Toulouse lebte, wohin er sich begab. Seine Arbeit für den Widerstand führte er fort, er half Gefährdeten nach Spanien zu kommen. Am 9. Mai 1944 wurde Salomon Juptzer von der Gestapo im Haus eines Freundes verhaftet, er war als Jude denunziert worden. Der Denunziant hatte Spielschulden und es gab eine Belohnung. Er wurde in das Sammellager Drancy überstellt. Mit dem Konvoi Nr. 73 wurde er am 15. Mai 1944 deportiert, der Transport ging nach Reval, wo er am 20. Mai 1944 ankam. Salomon Juptzer wurde wahrscheinlich gleich nach dem Eintreffen am Bestimmungsort ermordet, wahrscheinlich wurde er erschossen. |

### Saint-Maurice
Vor dem Haus 64-66, rue du Marechal Leclerc in Saint-Maurice wurden drei Stolpersteine verlegt.
| Stolperstein | Übersetzung | Name, Leben                                      |
| ------------ | --- | ------------------------------------------------ |
|              | HIER WOHNTE FREIDA ROSINSKI GEB. HERSCOVICI 1894 VERHAFTET 20.5.1943 INTERNIERT DRANCY DEPORTIERT AUSCHWITZ ERMORDET 5.8.1943   | Freida Rosinski, geborene Herscovici (1894–1943) |
|              | HIER WOHNTE RAOUL ROSINSKI GEBOREN 1878 VERHAFTET 20.5.1943 INTERNIERT DRANCY DEPORTIERT AUSCHWITZ ERMORDET 3.8.1943            | Raoul Rosinski (1878–1943)                       |
|              | HIER WOHNTE SARAH ROSINSKI GEBOREN 1912 VERHAFTET 23.1.1943 INTERNIERT COMPIEGNE, DRANCY DEPORTIERT MAJDANEK ERMORDET 28.3.1943 | Sarah Rosinski (1912–1943)                       |

### Tournan-en-Brie
In Tournan-en-Brie wurde ein Stolperstein verlegt.
| Stolperstein | Übersetzung | Verlegeort                                    | Name, Leben                                            |
| ------------ | --- | --------------------------------------------- | ------------------------------------------------------ |
|              | | 6, Place Edmond de Rothschild Tournan-en-Brie | Fernand Fikman                                         |
|              | | 6, Place Edmond de Rothschild Tournan-en-Brie | Maurice Fikman                                         |
|              | | 1, Place Edmond de Rothschild Tournan-en-Brie | Pierre Girard (1922–1944)                              |
|              | | 11, Boulevard Isaac Pereire Tournan-en-Brie   | Arthur Leoboldti (1873–1943)                           |
|              | HIER WOHNTE FANNY MARGUERITE LEOBOLDTI GEB. BLOCH 1886 VERHAFTET MAI 1943 INTERNIERT DRANCY DEPORTIERT AUSCHWITZ ERMORDET 23.11.1943 | 11, Boulevard Isaac Pereire Tournan-en-Brie   | Fanny Marguerite Leoboldti, geborene Bloch (1886–1943) |

## Verlegedaten
Die Stolpersteine in Fontenay-sous-Bois wurden am 29. April 2019 durch Gunter Demnig verlegt. Am 1. Juli 2021 wurden die beiden Stolpersteine von Palaiseau verlegt, ohne Gunter Demnig. Die Stolpersteine in Malakoff wurden am 12. November 2021 verlegt. Als Zeichen der deutsch-französischen Freundschaft nahmen Azubis des Berufskollegs Werther Brücke aus Wuppertal und Schüler des Lycée Professionnel Louis Girard in Malakoff an der ersten Stolperstein-Verlegung dieser Gemeinde teil. Weitere Verlegungen: 
- 9. Mai 2022: Saint-Mandé[33]
- 17. April 2023: Tournan-en-Brie
- 23. April 2023: Orsay
- 20. Juni 2024: Chatou
- 7. April 2025: Saint-Maurice
- 8. April 2025: Charenton-le-Pont